# Christoph Strehl

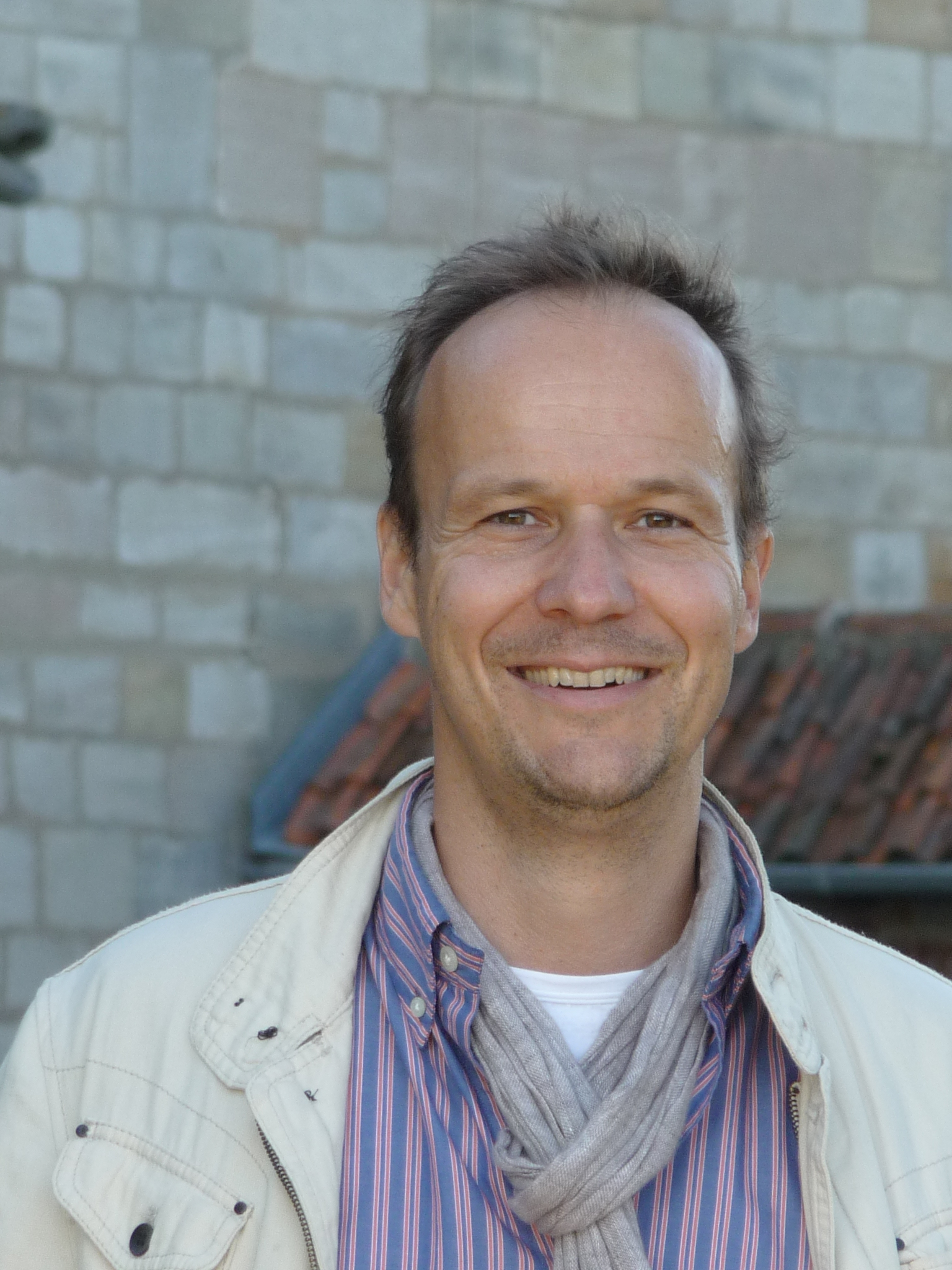
Christoph Strehl

Christoph Strehl (* 8. April 1968 in Lübeck) ist ein deutscher Sänger in der Stimmlage Tenor.

## Leben
Christoph Strehl wuchs in Lübeck auf und besuchte das Carl-Jacob-Burckhardt-Gymnasium, wo Barbara Grusnick, die Ehefrau von Bruno Grusnick, sein Talent entdeckte und förderte. Nach einem Gesangsstudium in Berlin an der Hochschule der Künste und an der Folkwang-Hochschule Essen bei Soto Papulkas debütierte er 1995 am Stadttheater Hagen. Nach festen Engagements am Landestheater Coburg und am Theater Hof kam er als lyrischer Tenor ans Nationaltheater Mannheim unter Ádám Fischer, danach folgte ein neunjähriges Engagement am Opernhaus Zürich unter der Intendanz von Alexander Pereira. Zuletzt holte ihn Jens-Daniel Herzog als Ensemblemitglied an die Dortmunder Oper.
Seit seinem Debüt bei den Salzburger Festspielen 2003 als Don Ottavio unter Nikolaus Harnoncourt trat er vor allem als Mozart-Tenor u. a. an der Bayerischen Staatsoper München, in Wien und London, an der Metropolitan Opera in New York, in Aix-en-Provence, Genf, Barcelona und Amsterdam in Erscheinung. 2005 sang er Tamino in der Aufnahme der Zauberflöte unter Claudio Abbado. 2009 sang er in der Haydn-Halle im Esterházy-Palast in Eisenstadt, Österreich, 
anlässlich des 200. Todestags von Joseph Haydn den Tenor in "Die Schöpfung" neben Annette Dasch (Sopran) und Thomas Quasthoff (Bass-Bariton) mit dem Österreichisch-Ungarischen Haydn-Philharmonie-Orchester unter Adam Fischer und dem Wiener Kammerchor unter Michael Grohotolsky.
Christoph Strehl lehrt als Professor für Gesang an der Universität Mozarteum in Salzburg. Er ist verheiratet und hat eine Tochter.